# Copa das Nações da OFC de 2024
A Copa das Nações da OFC de 2024 foi a décima primeira edição da Copa das Nações da OFC, o campeonato internacional quadrienal de futebol masculino da Oceania organizado pela Confederação de Futebol da Oceania (OFC). A Nova Zelândia que venceu a edição de 2016, é atual campeã. A edição de 2020 foi cancelada devido à pandemia de COVID-19. A Nova Caledônia desistiu poucos dias antes do início da competição alegando tumultos no país, e o torneio foi disputado com sete times.
A fase final foi realizada em Fiji e Vanuatu, de 15 a 30 de junho de 2024.

## Escolha da sede
A Nova Zelândia havia sido escolhida como anfitriã do torneio final em 2020, antes de ser cancelado. Em dezembro de 2023 foi anunciado que a edição de 2024 do torneio seria realizada em Vanuatu.
Em maio de 2024, após incertezas quanto aos horários de voos, as partidas que seriam disputadas no Luganville Soccer Stadium em Luganville, Vanuatu, foram transferidas para o Estádio Nacional de Fiji em Suva, Fiji e para o VFF Freshwater Stadium em Porto Vila, Vanuatu.

## Transmissão
Em 28 de fevereiro de 2024, a Confederação de Futebol da Oceania (OFC) anunciou que todas as competições da OFC na temporada 2024-2025, incluindo a Copa das Nações da OFC de 2024, seriam transmitidas pelo FIFA+.

## Times
As 4 equipes com classificação mais baixa originalmente inscritas para a qualificação foram disputadas em um torneio de grupo único, como nas edições anteriores de 2012 e 2016. Tuvalu e Kiribati não eram membros plenos da OFC e, portanto, foram excluídos da participação. A Samoa Americana não se inscreveu antes do início da qualificação.
No torneio de qualificação, as três equipes com classificação mais baixa na última edição do torneio em 2016 (já que Samoa Americana não se inscreveu), competiram no formato Round robin em rodada única, que foi realizada em um único local em Tonga, no qual o vencedor se classificou para o torneio final.
Classificados: 
| Seleção          | Qualificação              | Aparições | Melhor resultado                        |
| ---------------- | ------------------------- | --------- | --------------------------------------- |
| Ilhas Salomão    | Automática                | 8ª        | Vice-campeão (2004)                     |
| Fiji             | Automática                | 9ª        | Terceiro lugar (1998 e 2008)            |
| Nova Zelândia    | Automática                | 11ª       | Campeão (1973, 1998, 2002, 2008 e 2016) |
| Nova Caledônia   | Automática                | 7ª        | Vice-campeão (2008 e 2012)              |
| Vanuatu          | Automática                | 10ª       | Quarto lugar (1973, 2000, 2002 e 2008)  |
| Taiti            | Automática                | 10ª       | Campeão (2012)                          |
| Papua-Nova Guiné | Automática                | 5ª        | Vice-campeão (2016)                     |
| Samoa            | Vencedor da primeira fase | 3ª        | Fase de grupos (2012 e 2016)            |

infelizmente a Nova Caledônia acabou desistindo da competição devido aos recentes protestos no seu país contra a França 

## Formato de disputa
Espera-se que o torneio siga o sistema anterior, com uma fase preliminar seguida por uma fase de grupos de oito equipes, no qual os dois melhores classificados avançam para as semifinais.

## Fase de grupos

### Grupo A
| 15 de junho    | Nova Zelândia | Cancelado | Nova Caledônia | VFF Freshwater Stadium, Porto Vila |
| 12:00 (UTC+10) |               |           |                |                                    |

| 15 de junho    | Ilhas Salomão | 0–1 | Vanuatu | VFF Freshwater Stadium, Porto Vila |
| 15:00 (UTC+10) |               |     |         |                                    |

| 18 de junho    | Nova Zelândia | 3–0 | Ilhas Salomão | VFF Freshwater Stadium, Porto Vila |
| 12:00 (UTC+10) |               |     |               |                                    |

| 18 de junho    | Vanuatu | Cancelado | Nova Caledônia | VFF Freshwater Stadium, Porto Vila |
| 15:00 (UTC+10) |         |           |                |                                    |

| 21 de junho    | Nova Caledônia | Cancelado | Ilhas Salomão | VFF Freshwater Stadium, Porto Vila |
| 12:00 (UTC+10) |                |           |               |                                    |

| 21 de junho    | Vanuatu | 0–4 | Nova Zelândia | VFF Freshwater Stadium, Porto Vila |
| 15:00 (UTC+10) |         |     |               |                                    |

### Grupo B
| 16 de junho    | Taiti | 2–0 | Samoa | Estádio Nacional de Fiji, Suva |
| 13:00 (UTC+10) |       |     |       |                                |

| 16 de junho    | Papua-Nova Guiné | 1–5 | Fiji | Estádio Nacional de Fiji, Suva |
| 16:00 (UTC+10) |                  |     |      |                                |

| 19 de junho    | Papua-Nova Guiné | 1–1 | Taiti | Estádio Nacional de Fiji, Suva |
| 16:00 (UTC+10) |                  |     |       |                                |

| 19 de junho    | Samoa | 1–9 | Fiji | Estádio Nacional de Fiji, Suva |
| 19:00 (UTC+10) |       |     |      |                                |

| 22 de junho    | Samoa | 1–2 | Papua-Nova Guiné | Estádio Nacional de Fiji, Suva |
| 16:00 (UTC+10) |       |     |                  |                                |

| 22 de junho    | Fiji | 1–0 | Taiti | Estádio Nacional de Fiji, Suva |
| 19:00 (UTC+10) |      |     |       |                                |

## Semifinais
| 26 de junho    | Taiti | 0–5 | Nova Zelândia | VFF Freshwater Stadium, Porto Vila |
| 15:00 (UTC+10) |       |     |               |                                    |

| 27 de junho    | Fiji | 1–2 | Vanuatu | Estádio Nacional de Fiji, Suva |
| 19:00 (UTC+10) |      |     |         |                                |

## Disputa de terceiro lugar
| 29 de junho    | Fiji | 1–2 | Taiti | Estádio Nacional de Fiji, Suva |
| 19:00 (UTC+10) |      |     |       |                                |

## Final
| 30 de junho    | Vanuatu | 0-3 | Nova Zelândia | VFF Freshwater Stadium, Porto Vila |
| 15:00 (UTC+10) |         |     |               |                                    |